# Pseudoclanis postica
Pseudoclanis postica este o specie de molie din familia Sphingidae. Este întâlnită în Africa de Sud.

## Descriere
Anvergura este de 73–95 mm. Larvele au fost observate hrănindu-se cu specii de Celtis.